# S5 0014+81
النجم S5 0014 + 81 هو واحد من النجوم الزائفة يقع بالقرب من منطقة الميل العالي من كوكبة الملتهب
يقع علي بعد 12.1 بليون (12.1*109) سنة ضوئية عن الأرض، له شدّة ضياء خارقة تعادل 300 تريليون (3*1014) ضياء شمسي، أي أن أشد ضياء25.000 مرة من جميع نجوم مجرة درب التبانة مجتمعة؛ فهو أشد طاقة يحتويها جرم سماوي في الكون المشاهد. وفي حال وجود هذا الكوازار العظيم علي بعد 270 سنة ضوئية من الأرض سيمد كل متر مكعب من المادة المكونة للأرض بكمية طاقة تعادل الطاقة التي تعطيها الشمس للأرض في حال كانت علي بعد 8 كيلو متر فقط
, ويمتلك قدر ظاهري يقارب -31.5
, يضيء بشدة تساوي 25,000 مره ضعف اضاءة كل نجوم مجرة درب التبانة
, يمتص الثقب الأسود العظيم للكوازار كتلة هائلة من المادة تقارب 4,000 كتلة شمسية كل عام !
يعتبر النجم S5 0014+81 اشد النجوم الزائفة ضياء 
ويعتبر الكوازار أيضًا مصدرًا قويًا جدًا للإشعاع، بدءًا من أشعة غاما والأشعة السينية وصولاً إلى أشعة راديوية. تعيين الكوازار، S5 ، مأخوذ من «المسح الخامس لمصادر راديوية قوية»، 0014 + 81 كانت إحداثياته في حقبة B1950.0. كما أن لديها التصنيف الآخر 6C B0014 + 8120، من جامعة كامبريدج.
المجرة المضيفة لـ S5 0014 + 81 هي مجرة عملاقة بيضاوية مجرة انفجار نجمي، بمعنى أنها غنية بنجوم ناشئة جديدة؛ وشدة لمعان المجرة المضيفة ذات قدر ظاهري 24. [بحاجة لمصدر]

## ثقب أسود هائل

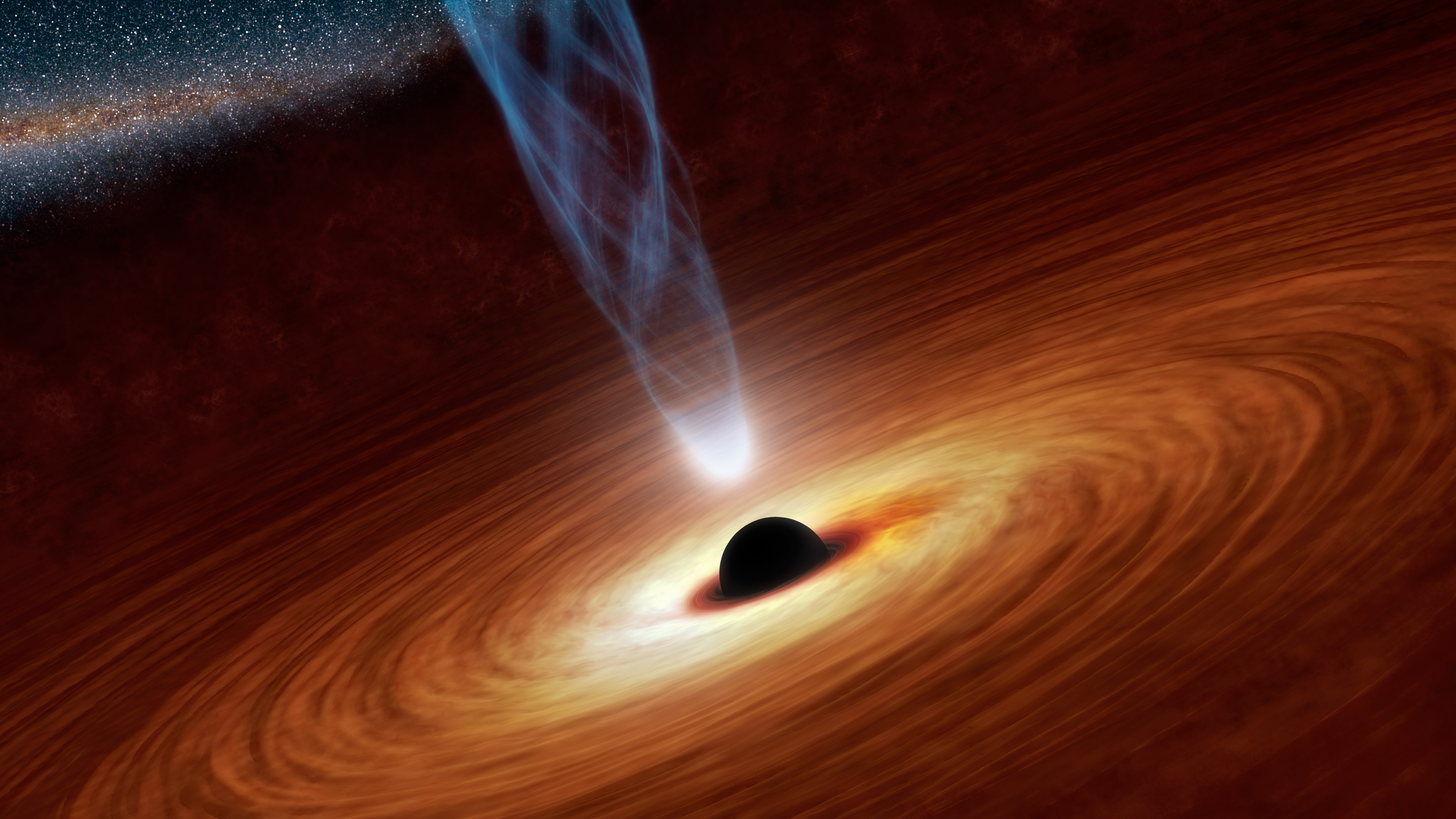
تصور فنان لثقب أسود فائق الكتلة يلتهم المادة في قرص تراكمي مع ظهور نفاثات من المواد المنبعثة من الثقب الأسود المتعامد على القرص.

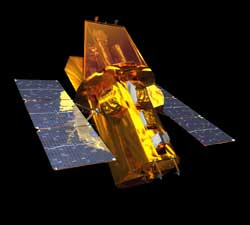
سويفت (مركبة فضائية) ، يستخدمها علماء الفلك لتحديد كتلة الثقب الأسود S5 0014 + 81

المجرة المضيفة لـ S5 0014 + 81 هي مجرة بيضاوية عملاقة تستضيف ثقب أسود فائق الكتلة في مركزها.
في عام 2009، استخدم فريق من علماء الفلك مرصد سويفت الفضائي لتعيين لمعان S5 0014 + 81 وقياس كتلة ثقبها الأسود. ووجدوا أنه أكبر بنحو 10.000 مرة من الثقب الأسود في مركز مجرتنا، أو ما يعادل 40 مليار كتلة شمسية. وهذا يجعله واحد من قائمة أكثر الثقوب السوداء ضخامة المكتشفة؛ أكثر من ستة أضعاف كتلة الثقب الأسود لـ مسييه 87 ، والذي كان لمدة 60 عامًا أكبر ثقب أسود معروف، وأطلق عليه اسم ثقب أسود «فائق الكتلة».
يبلغ نصف قطر شفارتزشيلد لهذا الثقب الأسود 120 مليار كيلومتر، مما يعطي قطر 240 مليار كيلومتر، أي ما يعادل 1600 وحدة فلكية؛ أو حوالي 40 ضعف نصف قطر مدار بلوتو، وله كتلة تعادل أربعة مرات كتلة سحابة ماجلان الكبرى. تشير حقيقة وجود مثل هذا الثقب الأسود الضخم في وقت مبكر جدًا من الكون بعد 1.6 مليار سنة فقط من الانفجار العظيم، إلى أن الثقوب السوداء الهائلة يمكن أن تتشكل بسرعة كبيرة.